# St. Ruprecht (Dorf Tirol)

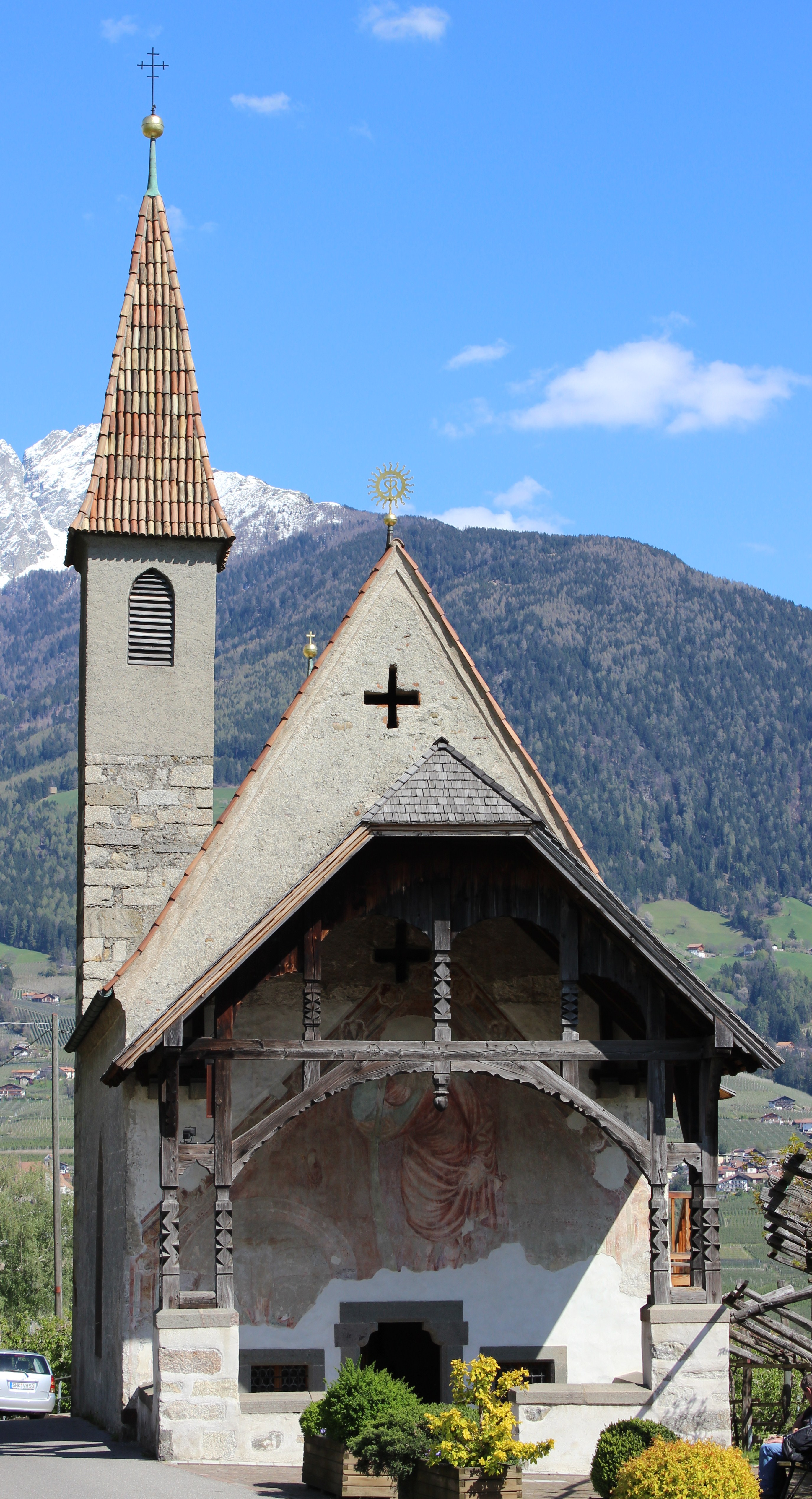
St. Ruprecht in Dorf Tirol

Die Kirche St. Ruprecht in der Gemeinde Tirol in Südtirol wurde 1332 erstmals erwähnt und 1472 neu geweiht. Sie ist dem heiligen Rupert von Salzburg und dem heiligen Silvester geweiht. Das Kirchweihfest ist der 31. Dezember. 

## Geschichte
Den Volksglauben nach entstand die Kirche an Stelle einer heidnischen Opferstätte. An dem Platz der den Übergang des Vinschgaues in das Passeier markiert, baten die Reisenden den heiligen Christophorus um Schutz. Das frühromanische Fundament weist auf eine Gründung des 9. bis 10. Jahrhunderts. Die Kirche könnte der Bevölkerung zunächst für den Pfarrgottesdienst gedient haben. Die Ersterwähnung erfolgte in einer Urkunde von 1332. Heinrich von Kärnten stifte eine tägliche Messe, die an gewissen Tagen zu St. Ruprecht zu lesen war. Mitte des 15. Jahrhunderts wurde das Langhaus erhöht und die romanische Rundapsis durch einen gotischen Chor ersetzt. Die Weihe fand am 24. Mai 1472 statt. Der mit dem Chor entstandene unvollendete Turm wurde später mit einem Ziegelmauerwerk ergänzt. 
Das Vermögen wurde früher gemeinschaftlich mit der Pfarrkirche St. Johannes der Täufer verwaltet. Ende des 19. bis Anfang des 20. Jahrhunderts erfolgte eine vollständige Restauration, in dessen Folge die Kirche eine Vorhalle und neue Fenster- und Türrahmungen erhielt. Die Kirche wurde zeitweise von der Gemeinde als Totenkapelle genutzt. Seit dem 10. März 1978 steht die Kirche unter Denkmalschutz. Von 2007 bis 2008 fand eine erneute Restauration mit Altarweihe statt. Die Gesamtkosten beliefen sich auf 200.000 Euro.

## Ausstattung

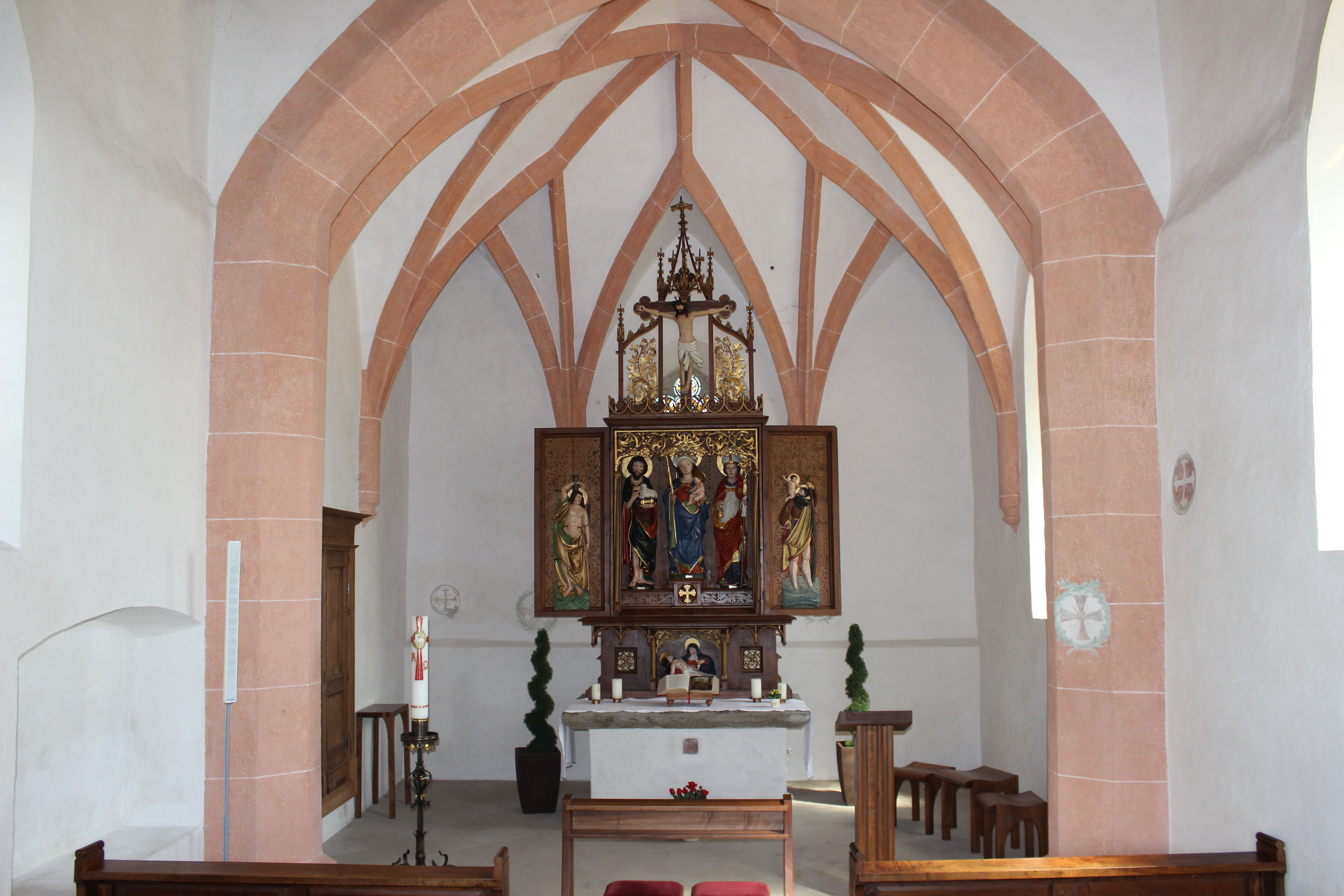
Innenraum

An der Fassade sind die Fresken des heiligen Christophorus und einer Kreuzigungsgruppe aus dem Anfang des 15. Jahrhunderts zu erkennen. An der Südseite befindet sich eine Sonnenuhr mit der Jahreszahl 1537. 
Im Innenraum wurden teilweise gotische Fresken aus dem Anfang des 15. Jahrhunderts freigelegt, die der "Meraner Schule" zuzuordnen sind. Sie zeigen die Geburt Christi und die Anbetung der Heiligen drei Könige. Der Chor besitzt ein Kreuzrippengewölbe. Der Altar ist ein Flügelschrein aus dem 19. Jahrhundert mit den Skulpturen einer Madonna flankiert von Johannes dem Täufer und dem Kirchenpatron St. Ruprecht im Mittelteil aus dem Ende des 15. Jahrhunderts. Die Pietà auf der Predella stammt aus dem 16. Jahrhundert. Die Orgel aus 2011 wurde von Oswald Kaufmann gefertigt.

## Brauchtum
Früher wurde in der Kirche eine im Volksmund als „Floachmesse“ bezeichnender Gottesdienst zur Abwendung von Erdflöhen zelebriert.